# 加龙河畔圣朱利安
加龙河畔圣于连（法語：Saint-Julien-sur-Garonne，法語發音：[sɛ̃ ʒyljɛ̃ syʁ ɡaʁɔn]）是法国上加龙省的一个市镇，属于米雷区。

## 地理
加龙河畔圣于连（43°14'33"N, 1°9'8"E）面积8.15 平方千米，位于法国奧克西塔尼大區上加龙省，该省份为法国西南部内陆省份，西南端与西班牙接壤，自此顺时针与上比利牛斯省、热尔省、塔恩-加龙省、塔恩省、奥德省和阿列日省接壤。
与加龙河畔圣于连接壤的市镇（或旧市镇、城区）包括：加龙河畔萨勒、卡泽尔、加龙河畔让萨克、科曼日地区拉沃拉内、里约沃尔韦斯特、圣埃利克斯堡、古特韦尔尼斯。
加龙河畔圣于连的时区为UTC+01:00、UTC+02:00（夏令时）。

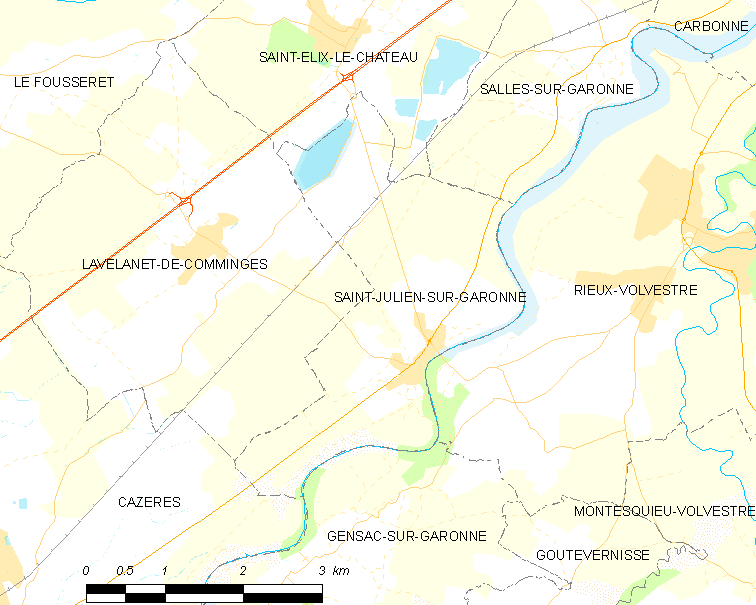
加龙河畔圣于连的OSM定位图

## 行政
加龙河畔圣于连的邮政编码为31220，INSEE市镇编码为31492。

## 政治
加龙河畔圣于连所属的省级选区为欧特里沃县。

## 人口

1962-2008年间加龙河畔圣于连人口变化图示

加龙河畔圣于连于2022年1月1日时的人口数量为552人。